# Каханов, Иван Семёнович
Иван Семёнович Каханов (12 июля 1825, Калуга — 25 февраля 1909, Париж) — генерал от артиллерии (30 августа 1890), Петроковский губернатор, виленский, ковенский и гродненский генерал-губернатор, член Государственного совета.

## Биография
Происходил из дворян Тамбовской губернии: отец — С. В. Каханов (16.01.1787—14.04.1857).
Окончил Михайловское артиллерийское училище и офицерские классы Артиллерийского училища (1846, по 1-му разряду). Зачислен в 1-ю лейб-гвардии артиллерийскую бригаду. Участвовал в Венгерской кампании и в Крымской войне (в 1854 году, в подвижном резерве Петербургских отдельных войск). В 1864 году переведён в Варшаву командиром 3-й гвардейской артиллерийской бригады (вступил в должность 9 февраля).
Произведён в генерал-майоры 30 августа 1865 года, в генерал-лейтенанты — 30 августа 1876 года.
В 1867 году был назначен открыть Петроковскую губернию и стал её первым губернатором. В 1884 году назначен Виленским, Ковенским и Гродненским генерал-губернатором.
В 1893 году назначен членом Государственного Совета. Назначению однако предшествовал коррупционный скандал. Каханов вознамерился поставить в Вильне памятник генералу М.Н. Муравьеву, известному как «вешатель», подавившему Январское восстание (1863—1864). Был объявлен сбор средств, однако деньги, приходившие на памятник, разворовали подчинённые Каханова. Один из них вскоре после допроса умер. Ходили слухи о его отравлении, поскольку в своих показаниях он мог указать непосредственно на Каханова. Скандал с воровством денег не помешал, однако, Каханову стать членом Государственного Совета.
В 1895 году избран почётным членом конференции Михайловской артиллерийской академии.
Награждён высшими российскими орденами до ордена Александра Невского с алмазными знаками. Имел также иностранные награды: большой крест австрийского ордена Франца Иосифа (31.10.1873), прусский орден Короны 2-й ст. со звездой (12.02.1879), черногорский орден Даниила I 1-й ст. (21.01.1883),
Умер от воспаления легких в Париже, похоронен там же на кладбище Пер-Лашез.

## Семья
Жена: Софья Ивановна, урождённая Кобякова.
Дети:
- Семён (24.07.1851—25.01.1902),
- Мария,
- Александра (13.07.1855 — после 1911),
- Николай (28.08.1859—1911).